# ميناء الدوحة
ميناء الدوحة هو ميناء كويتي أسس عام 1978 ويقع في منطقة الدوحة وهو أصغر الموانئ الكويتية الثلاث ويبلغ عمق الميناء حوالي 4.3 متر ويستخدم لاستقبال السفن التي تقوم بالخدمة الساحلية بين دول الخليج ويمتد داخل الميناء مراسي يبلغ إجمالي أطوالها حوالي ألفين وستمائة متر. ويضم الميناء خمسة عشر مستودعا تبلغ مساحتها الاجمالية اثنى عشر الف ومائتي متر مربع.